# Siegfried Löw
Pas d'image ? Cliquez ici
Siegfried Löw, né le 27 avril 1933 à Dresde et mort le 23 juin 1962 au Nanga Parbat, est un alpiniste allemand.

## Biographie
Siegfried Löw s'installe à Rosenheim et travaille dans une usine de Salzbourg. Il devient le compagnon de course de Jörg Lehne avec qui il effectue l'essentiel de ses ascensions alpines et participe en 1961 avec Lehne et Toni Kinshofer à l'expédition allemande au Nanga Parbat par le versant Diamir. Cette tentative échoue au-dessus de 7 000 mètres d'altitude. L'année suivante Siegfried Löw parvient au sommet du Nanga Parbat en compagnie de Toni Kinshofer et d'Anderl Mannhardt, réalisant ainsi la première ascension par la face du Diamir et la deuxième ascension du sommet après celle d'Hermann Buhl. La descente est hélas fatale à Löw qui, victime de son épuisement, meurt le lendemain de ce magnifique succès.

## Ascensions
- 1958 - Face nord directe de la Cima Grande ou « Grande cime » (2 999 m), la plus élevée des cimes des Tre Cime di Lavaredo[1] avec Jörg Lehne
- 1959 - Hivernale de la voie Buhl de la Roda di Vael dans le massif du Catinaccio avec Jörg Lehne
- 1962 - Ascension du Nanga Parbat avec Toni Kinshofer et Anderl Mannhardt, le 22 juin, en 16 heures et sans oxygène